# Едмонд Новицки
Едмонд Новицки (на полски: Edmond Novicki) е френски футболист от полски произход.

## Биография
Едмонд Новицки е роден на 20 септември 1912 година в град Крапковице.